# Ixodes walkerae
Ixodes walkerae är en fästingart som beskrevs av Clifford, Kohls och Harry Hoogstraal 1968. Ixodes walkerae ingår i släktet Ixodes och familjen hårda fästingar. Inga underarter finns listade i Catalogue of Life.